# 牧柾名
牧 柾名（まき まさな、1929年10月11日 - 2022年1月12日）は、日本の教育学者。駿河台大学名誉教授。元東京大学教授。専門は、教育行政学・教育権。

## 人物・来歴
1929年に東京都で生まれる。
東京府立第五中学校、静岡高等学校を経て、東京大学へ進学した。その後、東京大学大学院人文科学研究科を中退する。
東京大学教育学部教授として教育行政学研究室で教育・研究に従事した。東京大学退職後は、駿河台大学経済学部教授を歴任した。
その他に、川崎市子ども権利条例検討連絡会議副座長、子どもの人権埼玉ネット代表委員などを務めた。
子どもの権利条約など教育権に関する研究で多数の著作を執筆した。1998年に『牧柾名教育学著作集』（エムティ出版）が発表されている。また、教育行政に関する市民活動にも参加した。

## 著書

### 単著
- 『教育権』（新日本出版社、1971年）
- 『教師の教育権』（青木書店、1976年）
- 『国民の教育権』（青木書店、1977年）
- 『学校と子どもの人権』（新日本出版社、1984年）
- 『教育権と教育の自由』（新日本出版社、1990年）
- 『かがやけ子どもの権利』（新日本出版社、1991年）
- 『牧柾名教育学著作集（第1巻～第10巻）』（エムティ出版、1998年）
- 『自分を生きる』（新日本出版社、2000年）

### 共編著
- 『教育と法律』（有倉遼吉編、新評論、1961年）
- 『教科書裁判と国民教育運動』（深山正光・尾山宏編、労働旬報社、1970年）
- 『宗像誠也教育学著作集(4)』（解説、青木書店、1975年）
- 『教育法入門』（編著、平原春好、学陽書房、1975年）
- 『コンメンタール教育法(5)』（編著、永井憲一・兼子仁監修、成文堂、1978年）
- 『教師の懲戒と体罰』（編著、今橋盛勝、総合労働研究所、1982年）
- 『学校からみた教育政策』（編著、神田修、有斐閣、1983年）
- 『地域からの教育改革』（編著、篠原一、自治体研究センター、1987年）
- 『公教育制度の史的形成』（編著、梓出版社、1990年）
- 『子どもとともに希望の風を』（共著、学習の友社、1991年）
- 『懲戒・体罰の法制と実態』（編著、学陽書房、1993年）
- 『教育的世界を探る』（編著、溝口貞彦・佐藤義雄、八千代出版、1996年）